# Fiona Watt
Fiona Mary Watt , FRS FMedSci (nacida el 28 de marzo de 1956) es una científica británica conocida internacionalmente por sus contribuciones al campo de la biología de células madre. En la década de 1980, cuando el campo de investigación estaba en sus comienzos, destacó las características clave de las células madre y su entorno que sentaron las bases de gran parte de la investigación actual. Actualmente es directora del Centro de Células Madre y Medicina Regenerativa del King's College de Londres , y Presidenta Ejecutiva del Consejo de Investigación Médica (Reino Unido) (MRC), la primera mujer en dirigir el MRC desde su fundación en 1913. El 13 de julio de 2021 ha sido nombrada nueva directora de la Organización Europea de Biología Molecular (EMBO).

## Biografía
Watt nació el 28 de marzo de 1956 en Edimburgo , Escocia. Su padre era un cirujano dentista que compaginaba su trabajo clínico con un programa de investigación activo. Su familia era miembro de la Iglesia de Escocia y ella atribuye su compromiso con el servicio público a su educación presbiteriana. Fiona Watt supo que quería ser científica desde muy joven. Se la cita diciendo: "Creo que ser científica está en cierto sentido programada, y hay personas que simplemente no pueden concebir ser otra cosa".
Watt obtuvo su Licenciatura en Ciencias Naturales en 1976, y su maestría en 1979, en Murray Edwards Colegio , Universidad de Cambridge . También obtuvo su doctorado en la Escuela de Patología Sir William Dunn de la Universidad de Oxford en 1979, dirigida por Henry Harris con una tesis sobre los centros de organización de microtúbulos en células en cultivo y en híbridos derivados de ellos.

## Carrera
Después de su doctorado, Watt completó un puesto de investigación postdoctoral de dos años en el Instituto de Tecnología de Massachusetts (MIT), EE. UU., Con el Dr. Howard Green. Al regresar al Reino Unido, fundó su primer laboratorio en el Instituto Kennedy de Reumatología en Londres, donde se convirtió en Jefa del Laboratorio de Biología Celular Molecular. En 1987 se trasladó al Cancer Research UK London Research Institute (ahora parte del Francis Crick Institute) donde se desempeñó como Jefa del Laboratorio de Queratinocitos. De 2007 a 2012 trabajó en Cambridge, donde ayudó a establecer el Cambridge Cancer Research UK Institute y el Wellcome Trust Center for Stem Cell Research.. Fue miembro del St John's College y la primera profesora Herchel Smith de Genética Molecular en la Universidad de Cambridge.
Tras mudarse al King's College London en 2012, creó el Centro de Células Madre y Medicina Regenerativa (CSCRM) de renombre internacional para promover la colaboración entre científicos y médicos con el fin de hacer progresar el potencial de las células madre en una realidad clínica para los pacientes. Al prestar la misma atención a la arquitectura, la infraestructura y la contratación, ha creado un entorno de investigación único.

## Premios y honores
Fiona Watt ha recibido varios premios y distinciones. Es miembro de la Organización Europea de Biología Molecular (1999), miembro de la Academia de Ciencias Médicas (2000) y miembro de la Royal Society (2003). Fue elegida Miembro Extranjero Honorario de la Academia Estadounidense de Artes y Ciencias en 2008 y recibió la Medalla Hunterian Society en 2015. Es Doctora Honoris Causa por la Universidad Autónoma de Madrid (2016). Ganó el premio Senior de Mujeres en Biología Celular de la Sociedad Estadounidense de Biología Celular (ASCB) en 2008 y el premio FEBS / EMBO Premio Women in Science en 2016. Fue elegida Miembro Honorario de la Sociedad de Dermatología Investigativa (2018) y Miembro Honorario de la Sociedad Británica de Farmacología (2019). Es Asociada Extranjera de la Academia Nacional de Ciencias (2019). Es miembro de varios consejos asesores, incluido el Comité Asesor Científico (SAC) del Laboratorio Europeo de Biología Molecular (EMBL) y del Consejo Asesor Médico del Instituto Médico Howard Hughes . Ganó el premio inaugural de Ciencias del Sufragio en 2011.